# Sandstorm
«Sandstorm» es una canción instrumental de trance lanzado por el DJ finés Darude en 1999. Fue editado como sencillo en noviembre de 1999 en Finlandia y ganó popularidad internacional a partir del 2000. Fue el primer lanzamiento de la discográfica 16 Inch Records, propiedad de JS16 (Jaakko Salovaara) quien también colaboró en la coproducción de este sencillo. En marzo de 2010, diez años después de su edición, recibió la certificación de oro en los Estados Unidos por la venta de 500 000 unidades.

## Video musical
El video musical está dirigido por Juuso Syrjä. Comienza mostrando una persecución de dos guardias (uno masculino y otro femenino) a una mujer con una maleta en la Plaza del Senado. Durante el video, aparece la imagen de Darude en todos los lugares donde se lleva a cabo la misma. En la trama final, la mujer fugitiva se tropieza y cae con su maleta. Poco después, uno de los persecutores (la mujer) traiciona al hombre dejándolo inconsciente después de golpearlo con una patada. El video termina mostrando a las dos mujeres llevándose la maleta en un barco en Ruoholahti donde las aguarda el músico.

## Fondo
Darude empezó a hacer happy hardcore con un programa de seguimiento musical en su ordenador, actuando como «Rudeboy». Después actuó con Wille "Weirdness" Heikkilä como «Position 1», haciendo temas ligeros de Eurodance, y se emparejó con otros DJs en otros proyectos. En septiembre y octubre de 1999, como Darude, empezó a colaborar con Jaakko "JS16" Salovaara, conocido como el productor de los Bomfunk MC's.«Sandstorm» fue el primer producto de la colaboración, listo tras una semana de trabajo. JS16 fichó a Darude como primer artista del nuevo sello de JS16, 16 Inch Records.
Darude había estado subiendo varias piezas de su experimentación trance al sitio web MP3.com, donde estaba ganando seguidores, y también subió la maqueta completa de «Sandstorm». En 2000, Darude informó en su página de artista de mp3.com de que había «retirado las pistas completas» de «Sandstorm» a petición de su compañía discográfica.
El título del instrumental tiene su origen en el sintetizador Roland JP-8080 utilizado en la canción, que muestra el texto «Sandstorm» al inicio.

## Lista de canciones
- Sencillo en CD[8]

1. «Sandstorm» (Radio Edit) – 3:45
2. «Sandstorm» (Original Mix) – 7:21
3. «Sandstorm» (Ariel's Remix) – 6:39
4. «Sandstorm» (Terpischord Remix) – 7:01
5. «Sandstorm» (JS16 Remix) – 7:24

- Sandstorm (The Remixes) - EP (iTunes Download)[5]

1. «Sandstorm» (Radio Edit)  – 3:49
2. «Sandstorm» (Extended) – 7:26
3. «Sandstorm» (Dallas Superstarts Remix) – 8:24
4. «Sandstorm» (Komytea Radio Remix) – 3:54
5. «Sandstorm» (Komytea Remix) – 7:40
6. «Sandstorm» (DJ Ray Aka Tom Hafman Remix) – 7:13
7. «andstorm» (Superchumbo's Sandy Storm) – 8:38
8. «Sandstorm» (Jan Driver Remix)  – 6:16

## Posicionamiento en listas y certificaciones
| Lista (2000)                          | Mejor posición |
| ------------------------------------- | -------------- |
| Alemania (Offizielle Deutsche Charts) | 6              |
| Australia (ARIA)                      | 40             |
| Austria (Ö3 Austria Top 40)           | 13             |
| Bélgica (Flandes) (Ultratop 50)       | 14             |
| Bélgica (Valonia) (Ultratop 50)       | 36             |
| Canadá (Canadian Singles Chart)       | 1              |
| Dinamarca (Tracklisten)               | 2              |
| España (Top 100 Canciones)            | 13             |
| Estados Unidos (Billboard Hot 100)    | 83             |
| Estados Unidos (Hot Dance Club Songs) | 5              |
| Finlandia (OFC)                       | 3              |
| Francia (SNEP)                        | 14             |
| Irlanda (Irish Singles Chart)         | 3              |
| Italia (FIMI)                         | 61             |
| Noruega (VG-lista)                    | 1              |
| Países Bajos (Dutch Top 40)           | 14             |
| Reino Unido (UK Singles Chart)        | 3              |
| Suecia (Sverigetopplistan)            | 6              |
| Suiza (Schweizer Hitparade)           | 8              |

| País           | Organismo certificador | Certificación | Ventas  | Ref.   |
| -------------- | ---------------------- | ------------- | ------- | ------ |
| Alemania       | BVMI                   | Oro           | 200 000 | [ 26 ] |
| Estados Unidos | RIAA                   | Oro           | 500 000 | [ 2 ]  |
| Reino Unido    | BPI                    | Oro           | 400 000 | [ 27 ] |
| Suecia         | GLF                    | Oro           | 20 000  | [ 28 ] |

### Sucesión en listas
| Anterior: «It Feels So Good» de Sonique | Norwegian Singles Chart — Sencillo Nro 1 27 de julio de 2000 — 31 de agosto de 2000 | Siguiente: «Music» de Madonna |